# ラウル・ジョバン
ラウル・ジョバン（仏: Raoul Jobin, 1906年4月8日 - 1974年1月13日）は、カナダ出身のテノール歌手。本名はジョセフ・ロメオ・ジョバン (Joseph Roméo Jobin) 。

## 経歴
ケベック・シティーの生まれ。ルイ・グラヴェルとエミーレ・ラロチェーレに声楽を学んだあと、1920年代後半にパリに留学し、ディスタンヴィル＝ルセ夫人とアビー・シェローに師事した。1930年にパリ・オペラ座でシャルル・グノー《ロメオとジュリエット》のティボルト役でオペラ歌手としてデビューを果たし、1939年までパリ・オペラ座に所属した。1937年からオペラ＝コミック座にも出演するようになり、コヴェントガーデン王立歌劇場にも客演した。1940年から1950年までメトロポリタン歌劇場に登場し、1946年からは再びパリ・オペラ座の舞台に立つようになった。
1957年にケベック州へ戻り、ケベック音楽院の教授として後進の指導に当たった。1961年から1970年まで同音楽院の取締役を務め、1970年から1973年までケベック州自治体の文化コンサルタントを務めた。
1951年にレジオンドヌール勲章のシュヴァリエ章を受章した。1967年にはカナダ勲章のコンパニオン章を受章している。
1974年、ケベック・シティーにて没。

## 註
1. ↑  http://ml.naxos.jp/artist/348
2. ↑  https://www.collectionscanada.gc.ca/4/7/m15-381-e.html